# Кубок Греции по футболу 2007/2008
Кубок Греции 2007/2008 годов (греч. Κύπελλο Ελλάδος 2007/2008) — 66-й розыгрыш Кубка Греции по футболу.

## Пятый раунд
| Дата      | Хозяева           | Счёт | Гости         |
| --------- | ----------------- | ---- | ------------- |
| 9.1.2008  | Трасивулос        | 3:0  | Превеза       |
| 9.1.2008  | Этникос Катерини  | 0:3  | Арис Салоники |
| 9.1.2008  | Ксанти            | 2:0  | АЕК Афины     |
| 10.1.2008 | Аполлон Каламария | 1:2  | Лариса        |
| 16.1.2008 | Астерас Триполи   | 0:1  | Атромитос     |
| 16.1.2008 | Олимпиакос        | 4:0  | Панатинаикос  |
| 17.1.2008 | Ираклис           | 1:0  | Паниониос     |

| Дата 1 матча | Дата 2 матча | Хозяева   | Счёт 1 матча | Счёт 2 матча | Гости |
| ------------ | ------------ | --------- | ------------ | ------------ | ----- |
| 9.1.2008     | 13.2.2008    | Агротикос | 1:1          | 0:5          | ОФИ   |

## 1/4 финала
| Дата 1 матча | Дата 2 матча | Хозяева    | Счёт 1 матча | Счёт 2 матча | Гости         |
| ------------ | ------------ | ---------- | ------------ | ------------ | ------------- |
| 27.2.2008    | 19.3.2008    | Олимпиакос | 2:0          | 2:2          | Ираклис       |
| 27.2.2008    | 20.3.2008    | Ксанти     | 0:0          | 0:1          | Арис Салоники |
| 28.2.2008    | 19.3.2008    | Атромитос  | 3:1          | 1:2          | ОФИ           |
| 5.3.2008     | 19.3.2008    | Трасивулос | 1:0          | 3:1          | Лариса        |

## 1/2 финала
| Дата 1 матча | Дата 2 матча | Хозяева       | Счёт 1 матча | Счёт 2 матча | Гости      |
| ------------ | ------------ | ------------- | ------------ | ------------ | ---------- |
| 2.4.2008     | 16.4.2008    | Трасивулос    | 2:3          | 1:3          | Олимпиакос |
| 2.4.2008     | 16.4.2008    | Арис Салоники | 1:0          | 2:1          | Атромитос  |

## Финал
| Дата      | -                                         | Счёт | -             |
| --------- | ----------------------------------------- | ---- | ------------- |
| 17.5.2008 | Олимпиакос Ковачевич , 33, Жевлаков , 52. | 2:0  | Арис Салоники |